# Alfred Hrdlicka
Alfred Hrdlicka (27 de fevereiro de 1928 - 5 de dezembro de 2009) foi um escultor, pintor e artista plástico austríaco. Uma de suas obras localizadas na Suíça é o Monumento contra a Guerra e o Fascismo instalado desde 1991 na praça do Museu Albertina. Hrdlicka era opositor da guerra, violência e do fascismo, pensamento de grande influência na temática de suas obras. Era marxista e ateu.
É autor de obras polêmicas, como a A Última Ceia, que mostram Jesus Cristo em atitudes homossexuais e em orgias com os apóstolos apresentadas no museu da Catedral de Viena e posteriormente removidos. A pintura em preto e branco mostra a masturbação entre os apóstolos com carícias e sinais de ingestão de bebidas alcoólicas. Outra obra polêmica era a da Crucificação, onde o Cristo possui um pênis nítido na pintura, apesar de seu rosto não ser mostrado.

## Trabalhos (seleção)
- Roll over Mondrian. Aguafuerte, 1967.
- Monumento a Friedrich Engels en Wuppertal, 1981.
- Gegendenkmal en la Stephansplatz de Hamburgo, 1985/86.
- Mahnmal gegen Krieg und Faschismus (memorial  contra a guerra e o fascismo) em Viena. Escultura, 1988-91.